# Белли, Леон
Леон Огюст Адольф Белли (фр. Léon Auguste Adolphe Belly; 18 апреля 1827, Сент-Омер — 24 марта 1877, Париж) — французский художник-ориенталист и автор исторических картин.

## Биография
Родился в 1827 году в Сент-Омере. Учился живописи у барбизонца Констана Тройона. В 1849 году посетил Барбизон, где познакомился с живописцем Теодором Руссо. С тех пор Белли на протяжении всей карьеры периодически работал на плэнере, создавая пейзажи Нормандии и Солони, однако известным его сделали не они, а ориентальные и исторические сцены.
Уже в 1850—1851 годах Белли совершил большое путешествие, побывав в таких местах, как Греция, Палестина, Сирия и Египет. В 1853 году он дебютировал на ежегодном Парижском салоне, выставив там четыре пейзажа с видами Наблуса, Бейрута и побережья Мёртвого моря. В 1855—1856 годах Белли снова посетил Египет, и, в компании другого живописца, Эдуара Имера, поднялся вверх по Нилу.
Сегодня Белли в основном известен благодаря двум картинам: масштабному полотну «Паломники, направляющиеся в Мекку», которое хранится в Музее Орсе, и работе «Одиссей и сирены», которая регулярно тиражируется в качестве иллюстрации текстов на соответствующий сюжет.
Белли скончался в 1877 году в Париже.
Работы художника хранятся в Музее Орсе а также в Музее на набережной Бранли и городском музее Сент-Омера.

## Галерея

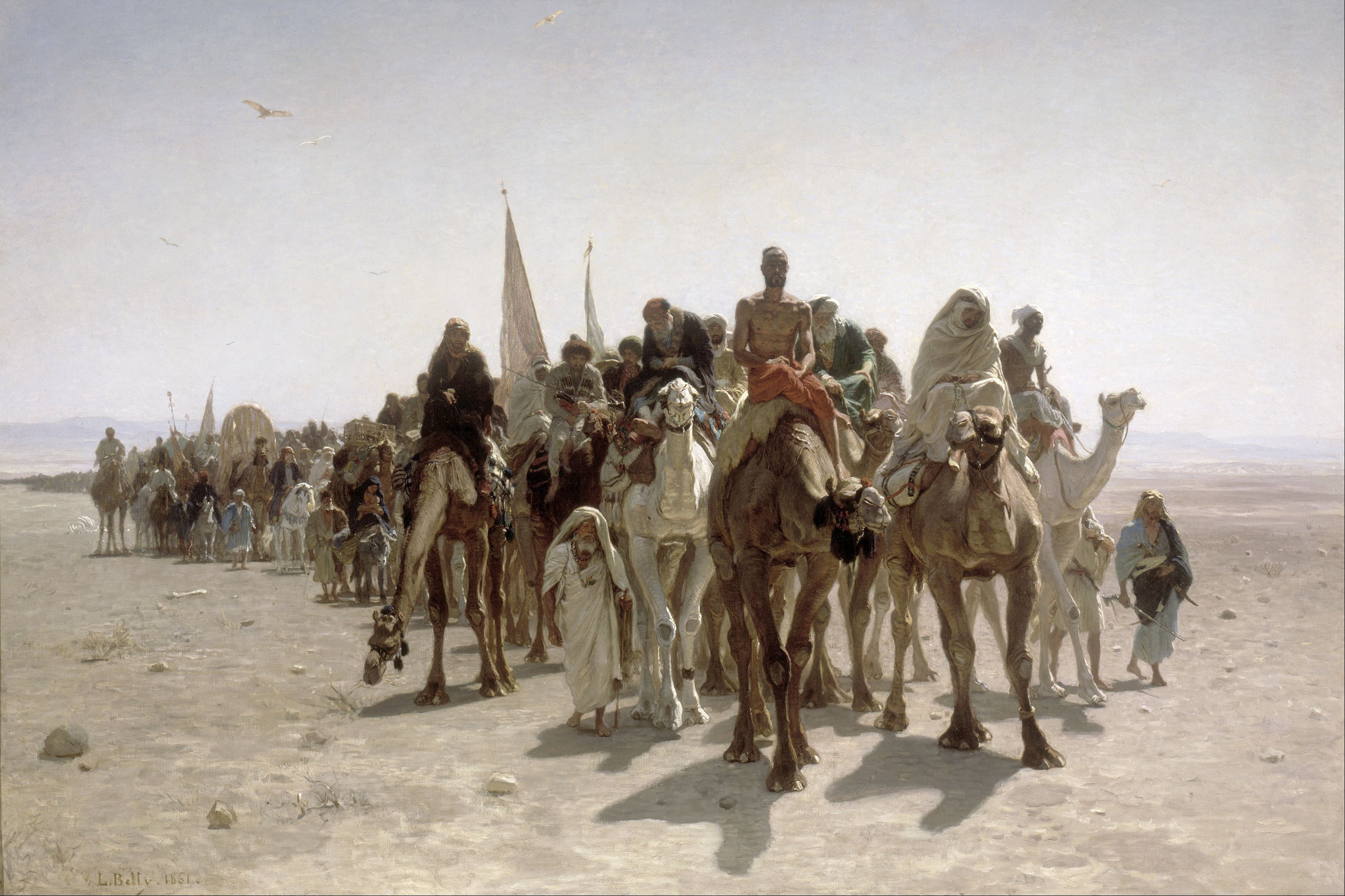
Паломники, направляющиеся в Мекку, 1861, Музей Орсе
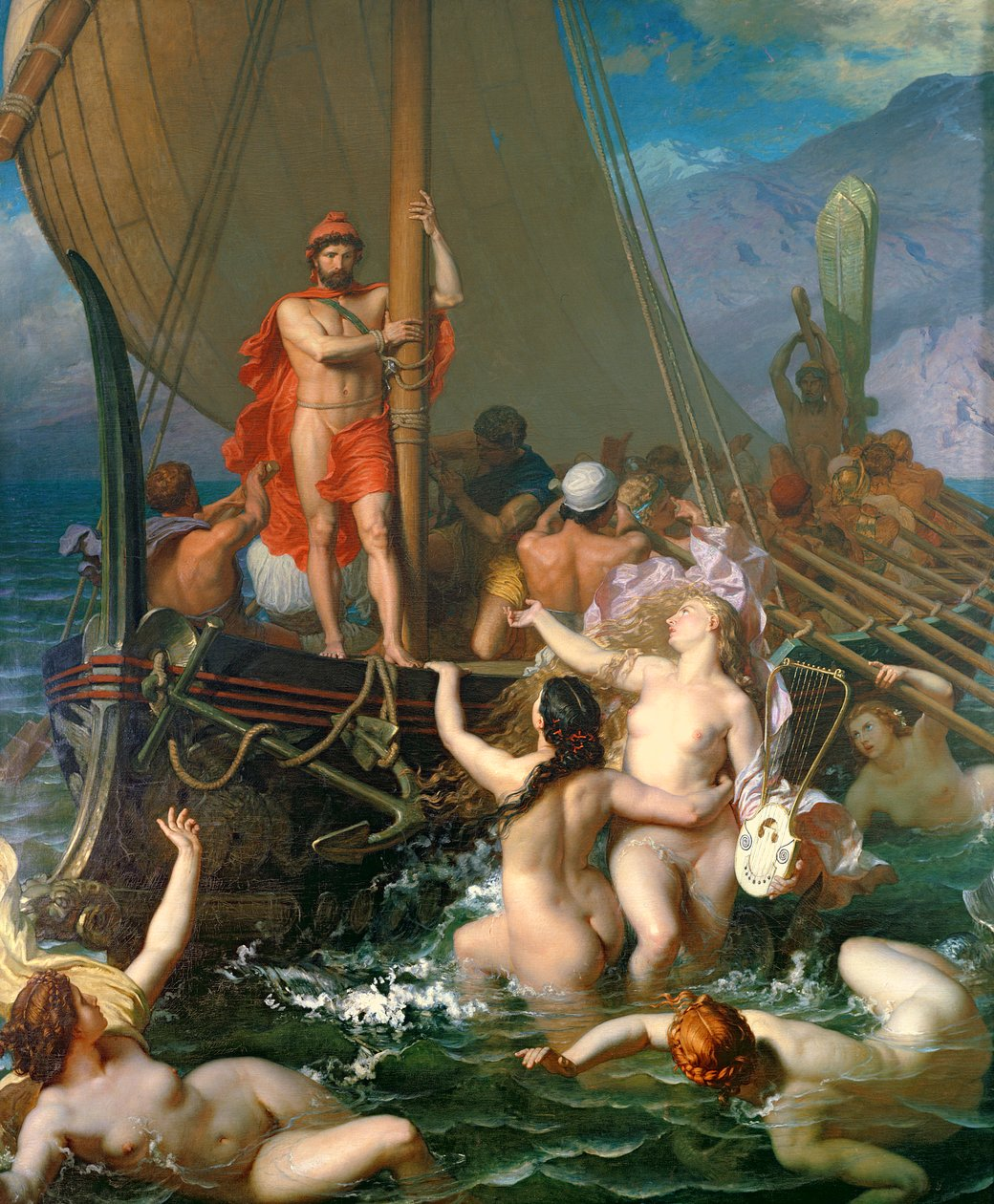
Одиссей и сирены, 1867, Городской музей Сент-Омера
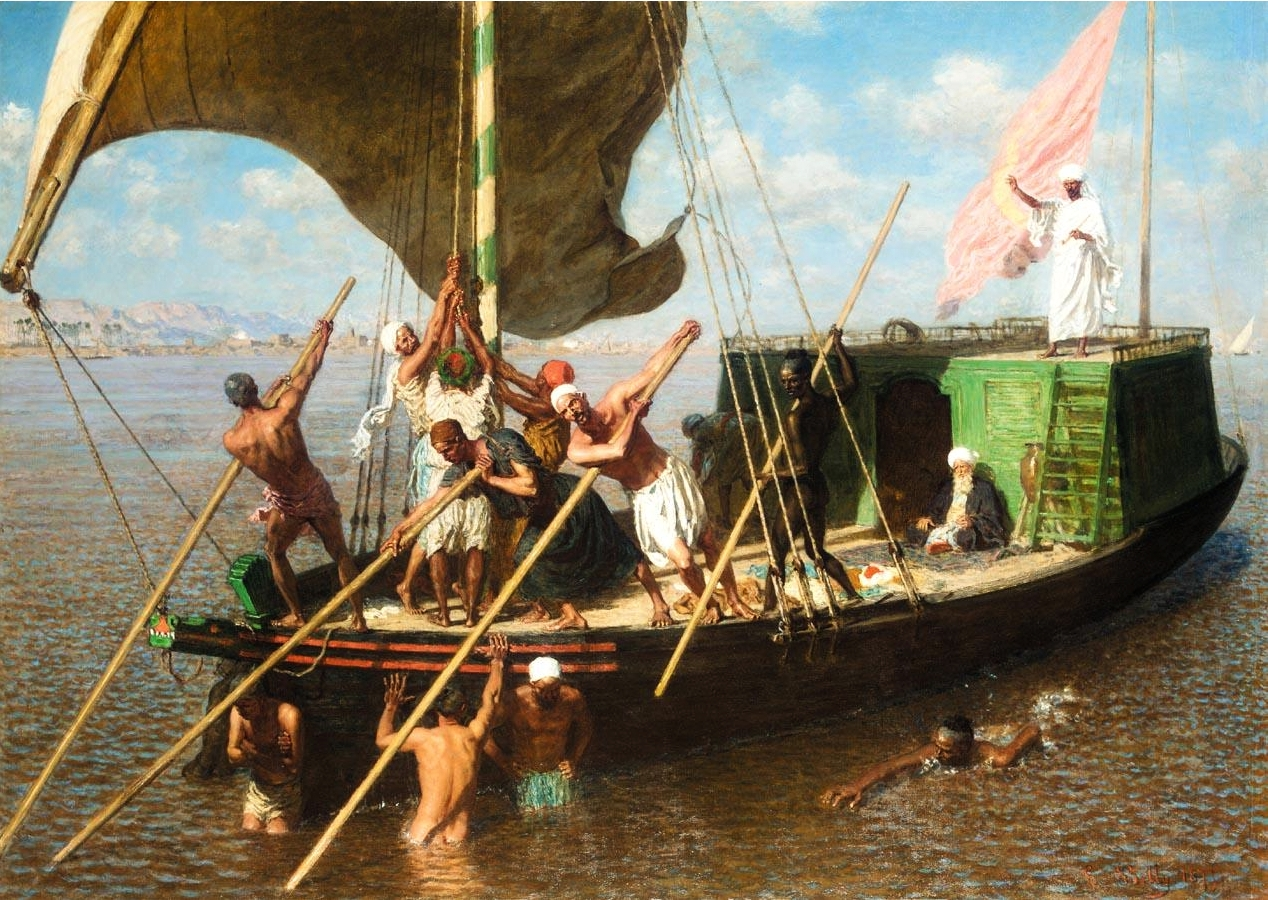
Судно на Ниле, 1877
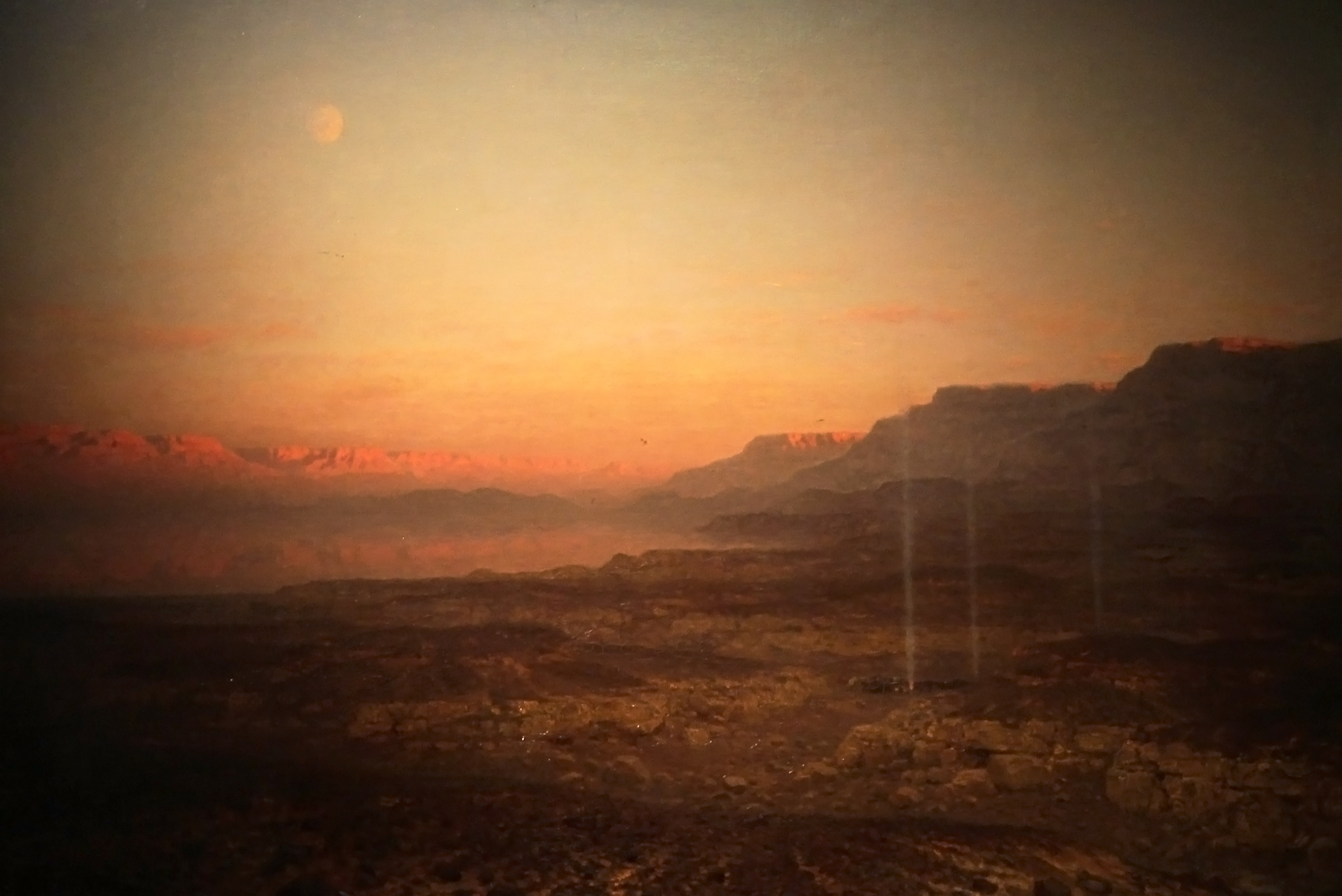
Мёртвое море, 1866, Музей на набережной Бранли
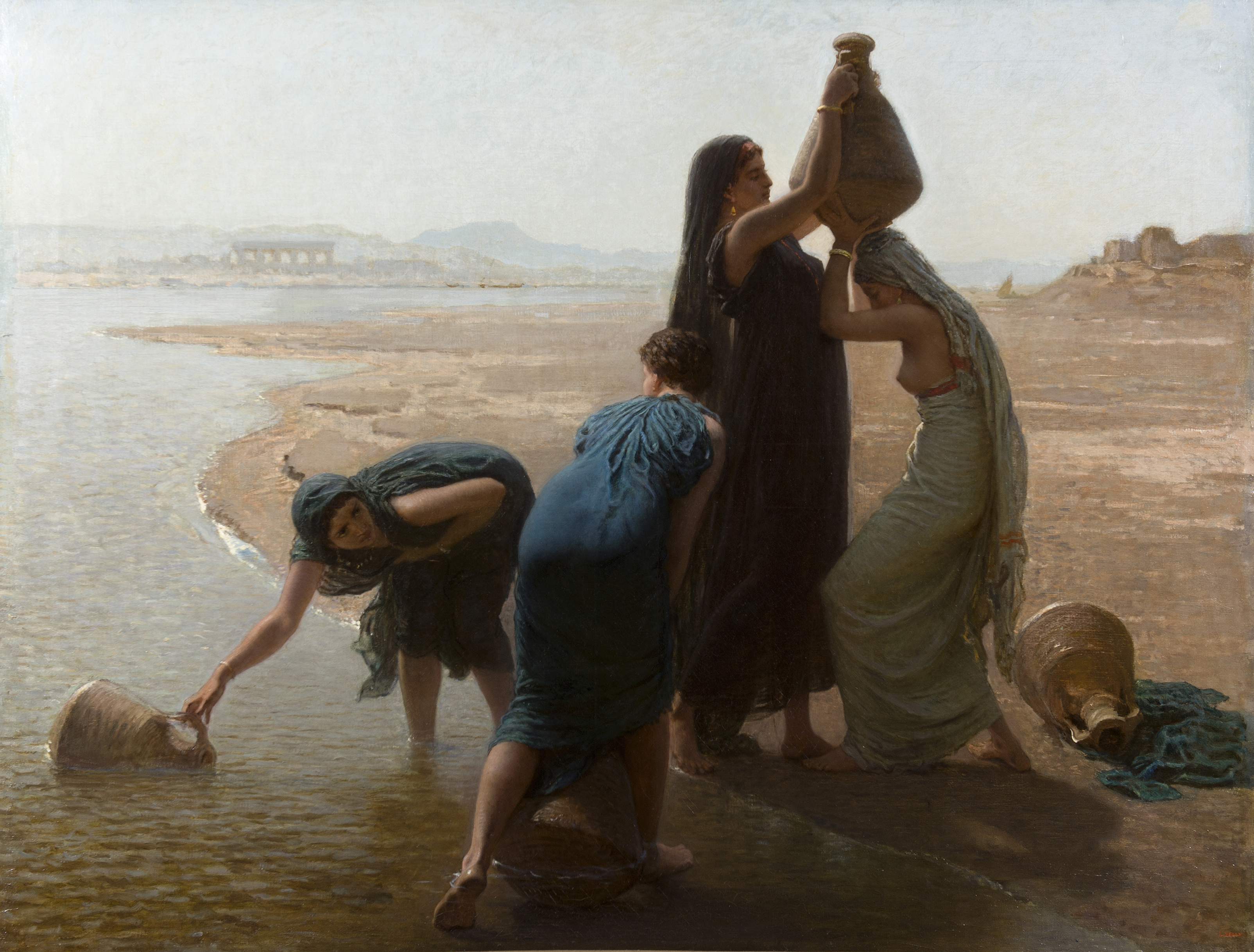
Египетские крестьянки на берегу Нила
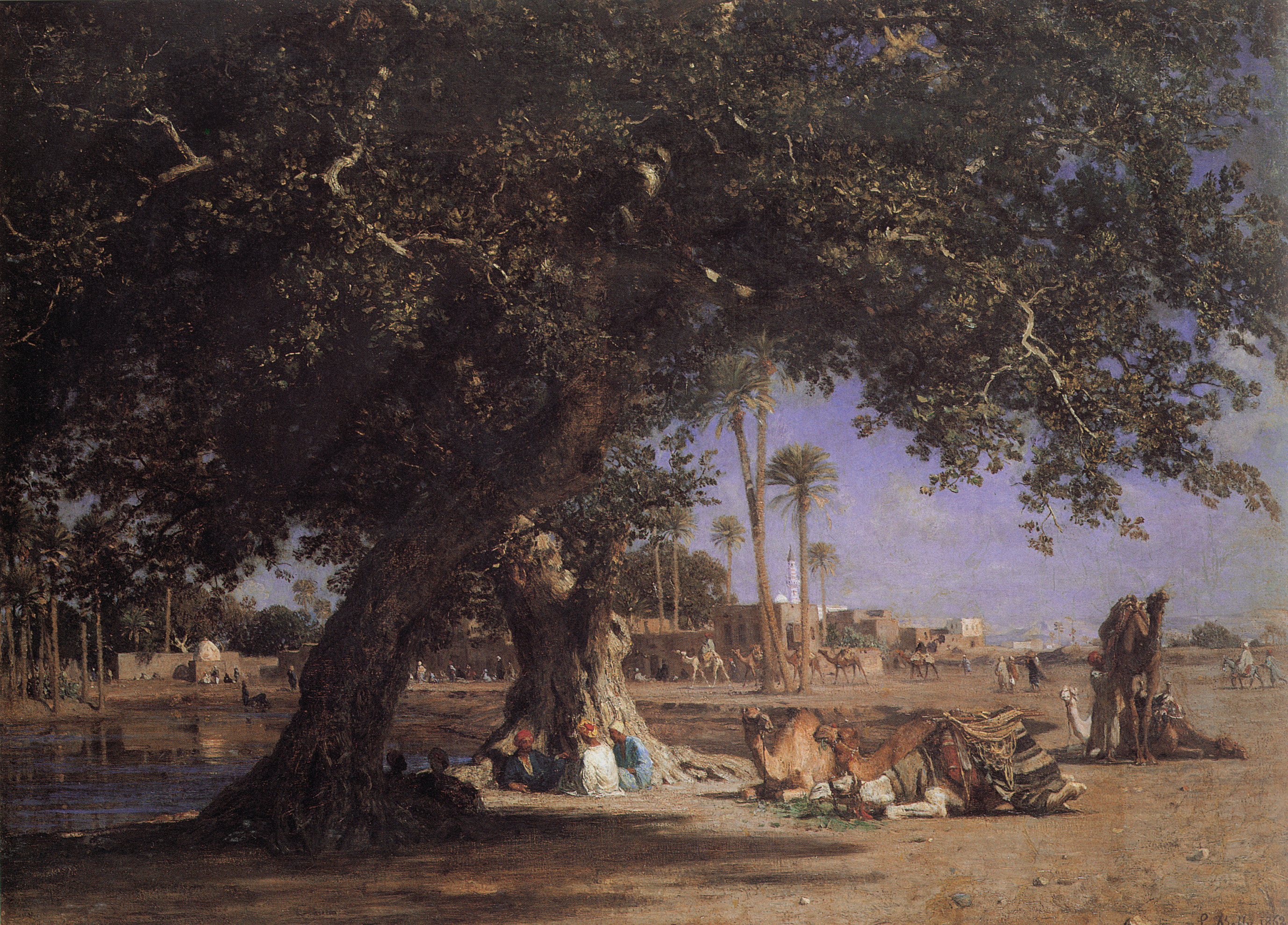
Египетский город Шубра